# Kiels flygplats
Kiels flygplats (tyska: Flughafen Kiel), eller i dagligt tal "Holtenau", är en Verkehrslandeplatz som ligger i stadsdelen Holtenau cirka sju kilometer norr om Kiels stadscentrum. Sedan 2006 finns inga reguljära linjer från flygplatsen. Närmaste flygplatser med reguljära linjer är Hamburgs flygplats och Lübecks flygplats.